# 紀伊さつき
紀伊 さつき（きい さつき、5月29日 - ）は、日本の女性声優・ナレーター・女優・歌手。ワイワイワイ所属。京都府京都市出身。

## 来歴
中学校・高等学校・大学とずっと女子校に進学している。出身の中学校・高等学校では特別進学クラスに所属し、100代目の生徒会長も務めた経歴を持つ。
同志社女子大学に進学と同時に、東京の声優養成所へ通い始める。2009年2月、大学の卒業を優先するために東京通いを中止。大学では卒業式典パーティの司会を勤めた。
2009年9月-2010年2月の間、大阪日本橋のアイドルユニット・ポンバシwktkメイツ初期メンバーとして出席番号4番で活動した。

## 人物
特技はドリマトーンの演奏。3歳から続けていて講師資格も所有。趣味はご朱印集め。また2014年頃から宇宙に興味を持ち始め、2015年には準星空案内人（星のソムリエ）資格を取得したことをブログで発表している。
声優を志したのは、「元々演技がとても好きで、小学生の頃に先生や周りから朗読を褒められたことと、セーラームーンになりたかったのがきっかけ」また「その後ナレーションの奥深さに目覚めた」と語っている。
約7歳離れた弟をはじめ、家族を溺愛していて、公式ブログにも頻繁に親族が登場する。また同ブログやFacebookでは同郷の幼馴染団体とも毎月食事会を開く様子など、郷土愛も色濃くうかがえる。好きな食べ物は肉、ケーニヒスクローネや、父親の友人が経営しているという三井寺力餅など。しばしばブログでも紹介しており、イベントでファンにプレゼントしたこともある。また紅茶や酒も大好物だという。
女優のすぎもとみさきや、カメラマンの守屋貴章と交友がある。他にも奈沙えりかとは大学のクラスメイトでたいへん交友が深い。
声優としては比較的幼い少女役や若い女性役の担当が多いが、少年役や動物役などを担当することもあり、落ち着いたナレーションなども多くこなす。

## 出演

### CMナレーション
- 国土交通省
- オートバックス
- アクターズー
- 同志社女子大学オープンキャンパス
- びっくりドンキー
- 淡路ハイウェイオアシス
- イエローハット
- 転職サイトDODA
- サムティ「柴犬まる」篇[2]
- ルックJTB
- キリンビール
- 京寿楽庵「京のお揚げさん」
- ゆめタウン
- りそなグループ
- 京都市交通局
- ツキムラ
- ランドサイエンス
- シェアリング北海道プロジェクト
- 餃子の満洲
- 転職サイトDODA
- 淡路ハイウェイオアシス

### 番組ナレーション
- 「水野真紀の魔法のレストランR」（MBS）
- 「韓国でキレイになる!目指せ!K-Beauty!」（KTV）
- 「NHK上方漫才コンテスト」（NHK）
- 雨上がり食楽部（KTV）
- 「乙女ステイション2nd season」（タカラヅカ・スカイ・ステージ）
- 「とびだせ！トレセンまるごと情報局」（グリーンチャンネル）
- 「籠篤」（J:COM）

### VPナレーション等
- ベネッセ 進研ゼミ 「先パイ直伝!中学成功のヒケツ」
- ダスキン
- シャープ
- 株式会社ジアス「ホームビューアー」
- 四天王寺大学国際キャリア学科
- 日産ネジ株式会社
- Eナビ「ストーマ手術の手法」
- 明和技研
- 関西労災病院
- 神戸コレクション
- 超十代-ULTRA TEENS FES-2016
- 美誠社「英語の構文８０ UPGRADED」
- 阪神高速道路
- YAMAHA
- 大阪シーリング印刷
- 田辺市ゴミ処理場
- 木曽広域連合ごみ処理場
- 環境の森センターきづがわ
- 寝屋川ハーフマラソン
- ニッセイ「団信ネット」
- 神戸コレクション ステージ映像
- 「超十代-ULTRA  TEENS  FES」

### ラジオ
- FM京都三条カフェラジオ「viviラジオ」
- FM世田谷「BIG TIME Plus-sum」
- 調布FM「BIG TIME WAVE」
- FMひらかた「ひらかたカウントダウンTOP30」（金、2016年10月～2019年3月）、「かふぇ ど すてーしょん」（火、～2016年9月）、「ひらかたマテリアル」（火、～2016年9月）、「朝まで生ラジオ」[3]（2016年1月、2018年1月）、「ビジネスウォッチングイン北大阪」、「クボタeデーin枚方製造所」、ラジオドラマ部、その他レポーター」

### キャラクター
- It Okashi soft iPhoneアプリ「FlyFlyFly!」（レオン役）
- It Okashi soft iPhoneアプリ「充電少女」（ミチル役）
- 「リトルロード」（アディンセル役）
- ベネッセ 小論文教材（長子役）
- 日産ネジ株式会社VPキャラクター（ネジコ役、ネジオ役）
- FMひらかた ラジオドラマ部「明日がくる」（役多数）
- 池田市広報アニメ「クレハとアヤハ」（アヤハ役/少年役）
- ダスキン工場見学（女の子役）

### テレビ出演
- 「痛快!明石家電視台～なにわのグッチ!フリーアナSP」（MBS）

### 舞台・イベント
- 卒業公演「新劇物語」（山本マリ役）
- 三宅和樹プロデュース第四回公演「BACK TO THE TEACHER」全７公演（黒木音美役）
- 京都市子育て支援活動いきいきセンター つどいの広場 ほっこりはあと出町イベント「ほっこりはあとde夏まつり」ゲスト声優（朗読会）
- リーディングライブ「una:chenter Vol.9」（「START・POINT」関根綾香役）
- 吉田商店ア・ラ・カルト♯３朗読エンタテイメント「文豪×おとぎ話」
- ポンバシwktkメイツ（出席番号４番）

### 司会・MC
- 第4回ビジネスメッセ『せんとくんとロボビーのショー』
- 小岩井ことりソロイベント『ぴよぴよパーティーvol.3』
- 京都西加茂 妙晃寺 報恩会
- 加古川名産フェア
- 楽しんごスペシャルお笑いライブ
- 佐野慈紀&久慈照嘉トークショー「球春到来!爆笑プロ野球!」
- サニースポーツクラブ京都　発足式
- ハルカスウエディングセレモニー
- 嶋原太夫餅搗き会
- 枚方市緑化フェスティバル
- 東日本復興支援チャリティコンサート～千の音色でつなぐ絆
- 国際モダンホスピタルショウ
- 枚方オクトーバーフェスト
- 枚方まつりメインステージ
- 枚方市追悼式
- 交通安全ひらキョーフェア
- 枚方市成人祭
- 枚方市小学校合同音楽会
- CORiOスプリングフェア
- 枚方津田山桜コンサート
- 枚方山田東校区夏祭り
- ハロウィンキッズカーニバルinビオルネ
- 琵琶湖ハワイアンフェスタ

その他 パーティー司会・発表会司会等 多数

### その他
- キッズプラザ大阪 わいわいスタジオ スタッフ対象アフレコ講師
- 同志社女子大学 講師・ゲストスピーカー
- 同志社女子大学日本語日本文学会 第３１回総会記念講演
- 朗読教室発声インストラクター
- 平和堂店内ナレーション[4]

### 出演関連DVD（歌以外）
- 2010年5月：妙晃寺『行住院日成上人七十五回報恩会』（制作・販売：KIKUTSUJI ART STUDIO）

## 歌手活動

### ユニット
- そうめん - 声優事務所JEWEL☆VOICEでの同期・那瀬ひとみとの声優ユニット。マスコットヴォーカルを担当。「今食べたいもの」を考えているときに2人が同時に「そうめん!」と言ったことが由来。
- Merry Girl（めりーがーる）- 声優事務所JEWEL☆VOICEでの同期・新井優姫とのツインボーカルバンド。ヴォーカルを担当。
- La*pin - ハーモニーと歌うことの楽しさを重視したナチュラルデュオとして、大学で知り合った友人・モコと結成。La*pin内では自身をメイと名乗っている。

### CD
- 地下アイドルなんて呼ばせない!! - 2010年4月26日発売。wktkメイツとして参加している。収録曲は地下アイドルなんて呼ばせない!!、出席番号の歌、地下アイドルなんて呼ばせない!! (Instrumental)。（販売：Fairymoon Records）

### DVD
- wktk学園DVD001『和深卒業式SP』 - 2010年2月、ポンバシwktk学園限定販売。和深として出演している。（販売：wktk学園事務局）

### 単独イベント
- 2011年11月26日：「らぱんfeat.とるちゅ Freedom Harmony」＠京都